# Radio DDR II

Logo

Radio DDR II – program radiowy w Niemieckiej Republice Demokratycznej w strukturach państwowego Radia NRD. Emitował muzykę poważną, słuchowiska oraz programy kulturalne. Poranki wypełniały programy rozgłośni lokalnych. Mottem stacji było hasło "Ludzie - problemy". Słuchalność stacji wynosiła 14 procent.

## Historia
Radio DDR II powstało w 1958 i od początku nadawało wyłącznie na falach ultrakrótkich ze studia centralnego w Berlinie oraz studiów regionalnych znajdujących się w stolicach okręgów (Bezirke), na które administracyjnie była podzielona NRD (z 14 okręgów studia znajdowały się w 12 miastach – Erfurt, Gera i Suhl miały wspólne studio). Od początku istnienia radio było nastawione na kulturę i programy edukacyjne. Program stacji rozpoczynał się o 5.00 audycjami rozgłośni lokalnych; o 13.00 rozpoczynało nadawanie studio berlińskie. Po zjednoczeniu Niemiec częstotliwości przekazano stacjom lokalnym.